# Villeneuve-sur-Aisne
 Villeneuve-sur-Aisne  is een fusiegemeente ( commune nouvelle ) in het Franse departement Aisne (regio Hauts-de-France) en telt 2704 inwoners (2017). Zij is gevormd bij besluit van 29 november 2018 door de samenvoeging vanaf 1 januari 2019 van de gemeenten Menneville en Guignicourt. 
De gemeente maakt deel uit van het arrondissement Laon en van de intercommunalité ‘Communauté de communes de la Champagne Picarde’.
Het kanton waartoe zij behoort heeft in 2021 een naamswijziging ondergaan, en is genoemd naar de hoofdplaats: Villeneuve-sur-Aisne.
De onderstaande kaart toont de ligging van Villeneuve-sur-Aisne met de belangrijkste infrastructuur en aangrenzende gemeenten.